# Pasha Kovalev
Pasha Kovalev (russisch Павел Ковалёв, Pawel Kowaljow; * 19. Januar 1980) ist ein russischer professioneller Latein-Tänzer. Er lebt in Großbritannien und wurde als regelmäßiger Teilnehmer an der BBC-Produktion Strictly Come Dancing bekannt.

## Werdegang
Kovalev begann im Fernsehen 2007 beim Tanzwettbewerb „So You Think You Can Dance“, in Amerika.
Er nahm an fünf Staffeln der Sendung Strictly Come Dancing teil. Den größten Erfolg hatte er in der zwölften Staffel zu verbuchen, als er mit Caroline Flack den Wettbewerb gewann.

### Strictly Come Dancing
| Serie | Partner         | Platzierung |
| ----- | --------------- | ----------- |
| 9     | Chelsee Healey  | 2/14        |
| 10    | Kimberley Walsh | 2/14        |
| 11    | Rachel Riley    | 11/15       |
| 12    | Caroline Flack  | 1/15        |
| 13    | Carol Kirkwood  | 10/15       |

Des Weiteren nahm er 2012, 2013 und 2015 am Weihnachtsspezial der Show teil.